# إقليم الأطلسي الجنوبي
إقليم الأطلنطي الجنوبي يتكون هذا الإقليم من (9 ) ولايات، هي ديلاوير ، وماريلاند ، ومقاطعة كولومبيا، وولاية فيرجينيا ، وولاية فرجينيا الغربية ،وولاية كارولاينا الشمالية ، وولاية كارولاينا الجنوبية ،وولاية جورجيا، وولاية فلوريدا ، وتبلغ مساحة هذا الإقليم (723,456 ) كم مربعاً، وجملة سكانه في سنة (1408 هـ -1988 م ) 41,800,000 نسمة ويعتبر ثالث أقاليم الولايات المتحدة سكاناً .

## الموقع
يحد هذا الإقليم المحيط الأطلنطي من الشرق، ومن الغرب ولايات الأباما وتنسي، وكنطكى وولاية أوهايو ومن الجنوب خليج المكسيك، ويشغل هذا الإقليم القسم الجنوبي الشرقي من الولايات المتحدة، ويطل بجبهة عريضة على المحيط الأطلنطي، وأخرى على خليج المكسيك وتبرز أهمبيه بوجود العاصمة الفيدرالية .

## الأرض
تضم أرضه سهولا ساحلية مشرفة علي المحيط الأطلنطي، وأخرى مشرفة على خليج المكسيك، ويضم مرتفعات الأبلاش الجنوبية، ويتدرج في انحداره في الغرب نحو السهول الوسطي، وتضم سلسلة جبال اللجاني وهضبة كمبرلاند وتتسع سهول الأطلنطي في الجنوب حتي تنحدر مع سهول المكسيك، وينبع من مرتفاعات هذا الإقليم أنهار عديدة قصيرة تتجه إلى الأطلنطي وخليج المكسيك وتنبع منها بعض روافد نهر أوهايو

## المناخ
مناخ هذا الإقليم ينتمي إلى النمط شبه المداري الرطب، فالشتاء معتدل والصيف حار، وتختلف الظروف المناخية طبقاٌ للموقع والتضاريس بالإقليم، والتساقط المطري يبلغ ذروته في الصيف، ويقل في الشتاء والاعتدالين، ولهذا يناسب المناخ إنتاج الغلات المدارية (القطن، التبغ، قصب السكر، والأرز ) ، والنبات الطبيعي يتمثل في غابات المنجروف في الجنوب، وأشجار السرو، ثم يليها نحو الشمال الصنوبر الجنوبي .

## النشاط السكاني
لقد أسفرت موارد الإقليم عن فرص ممتازة للنشاط البشري، فالإقليم يمثل إقليم الحاصلات الزراعية المدارية، فالغلة الرئيسية في هذا الإقليم تمثل في القطن، وتنتشر زراعتة في معظم أرجاء الإقليم، ويزرع الأرز في النطاق الساحلي الجنوبي، ثم الموالح ويعتبر الإقليم الثاني في إنتاجها، ففي ولاية فلوريدا 50% من إنتاج البرتقال و75% من (جريب فروت ) وإلى جانبه التبغ في فرجينيا، والذرة المحصول الثاني بعد القطن، وهكذا يتنوع الإنتاج الزراعي بالإقليم . وبالإقليم ثروة معدنية من الحديد، والنحاس، والفحم، والنفط، والفوسفات . أما النشاط الصناعي فمتنوع ويشمل العديد من الصناعات منها الصناعات الغذائية، وصناعة المنسوجات والمصنوعات الحديدية والنفطية .